# Minolia caifassii
Minolia caifassii is een slakkensoort uit de familie van de Solariellidae. De wetenschappelijke naam van de soort is voor het eerst geldig gepubliceerd in 1888 door Carmagna.